# Nyborg Gymnasium
Nyborg Gymnasium er et gymnasium i Nyborg. Det blev grundlagt i 1946, efter at Nyborg Kommune i august 1945 havde overtaget byens studenterkursus. 1. april 1946 blev Knud Stenbjerre ansat som gymnasiets første rektor.
Der er kostafdeling knyttet til gymnasiet.
I 2015 blev de uddannelser, som TietgenSkolens campus i Nyborg-Kerteminde udbød, overdraget til Nyborg Gymnasium.
I 2016 var der 1.172 elever på stedet, hvilket var rekord.
Nyborg Gymnasiums videoer om matematik kan ses på YouTube.

## Udddannelser
Nyborg Gymnasium tilbyder seks uddannelser, heraf flere merkantile:
- almen studentereksamen (stx)
- hf-eksamen (hf)
- International Baccalaureate (IB)
- merkantil studentereksamen (hhx)
- EUX Business
- EUD - business

## Historie
- Nyborg Gymnasiums Kostskole 1940-1990 - Jubilæumsskrift[4]
- Meddelelser fra Nyborg Gymnasium 1950 v/rektor K. Stenbjerre[5]

## Rektorer
- 1946-1976 Knud Stenbjerre (1906-1977)[6]
- 1976-1992 Ib Spanggaard (1937-2013)[7]
- 1992-2012 Hanne Josephsen[8]
- 2013-2017 Trine Rhein-Knudsen
- 2017-0000 Henrik Vestergaard Stokholm (1980- )[9]